# Johannes Pretten
Johannes Pretten (auch Johann Pretten; * 16. November 1634 in Naumburg (Saale); † 15. März 1708 ebenda) war ein deutscher lutherischer Theologe und Pädagoge.

## Leben
Pretten, Sohn eines Böttchers, war Schüler der Gymnasien in Naumburg, ab 1649 in Gera und ab 1650 in Halle an der Saale. Ab 1656 studierte er an der Universität Leipzig, wurde aber mangels finanzieller Möglichkeiten 1657 Hauslehrer in Zeitz, ging anschließend an die Universität Jena, an der er 1659 die Magisterwürde erwarb. Noch im selben Jahr erhielt er einen Ruf als Rektor an das Domgymnasium in Naumburg. Dort wirkte er bis 1663, bevor er Diakon an der Naumburger Wenzelskirche wurde. 
Pretten ging 1681 als Superintendent nach Schleusingen. Dort besorgte er 1684 die Herausgabe des Schleusinger Bibelwerkes, einer (noch mehrfach nachgedruckten) kommentierten Ausgabe der Lutherbibel. Er erwarb den Grad eines Lic. theol. sowie 1685 den eines Dr. theol. und hielt theologische Vorlesungen am Gymnasium Schleusingen. In dieser Zeit war er Hofgeistlicher der verwitweten Herzogin Sophie Elisabeth, der dritten Ehefrau des Herzogs Moritz von Sachsen-Zeitz. Auf den Wunsch des Herzogs Moritz Wilhelm von Sachsen-Zeitz kehrte er 1684 als Oberpfarrer der Wenzelskirche und als Inspektor des Ratsgymnasiums nach Naumburg zurück.

## Schriften (Auswahl)
- De notis sive siglis antiquorum, Zeitz 1660.
- Kurtzes, einfältiges, und Theologisch Bedencken von dem Itzt scheinenden Cometen, welcher ohngefehr im Mittel des Monats Novembr. des 1664sten Jahrs entstanden: zu Erregung grösserer Buße, Sengenwald, Jena ca. 1665.
- Geistliche Gastwirthschafft aus den Worten: Sey nun wieder zufrieden meine Seele etc. Psalm 116. v. 7. 8. 9., Hetstädt, Zeitz 1687.
- Lebens-Gang Rechtschaffener Christen/ Wie solcher geschickt 1. Sehr schmertzlich/ 2. Grund-hertzlich/ 3. Hoch-ergetzlich, Brühl, Weißenfels 1989.